# Yasushi Endo
Yasushi Endo (Sendai, 7 de abril de 1988) é um ex-futebolista profissional japonês, meia atacante .

## Carreira
Endo começou a carreira no Kashima Antlers.

## Títulos
Kashima Antlers
- Copa do Imperador: 2010
- Copa da Liga Japonesa: 2011, 2012
- Copa Suruga Bank: 2012, 2013